# ジェームズ・マンゴールド
ジェームズ・マンゴールド（James Mangold, 1963年12月16日 - ）は、アメリカ合衆国の映画監督、脚本家。

## 経歴
1963年12月16日、ニューヨーク州ニューヨーク市に生まれる。カリフォルニア芸術大学ではアレクサンダー・マッケンドリックに師事し、コロンビア大学ではミロス・フォアマンに師事した。
1995年に『君に逢いたくて』で映画監督デビューを果たしたのち、『17歳のカルテ』（1999年）や『ウォーク・ザ・ライン/君につづく道』（2005年）を手がけ、前者ではアンジェリーナ・ジョリーに、後者ではリース・ウィザースプーンに、それぞれアカデミー賞をもたらした。2007年の西部劇『3時10分、決断のとき』では、1957年に公開された『決断の3時10分』をリメイクし、第80回アカデミー賞でも2部門にノミネートされる等、西部劇が衰退していく中では異例のヒットと評価を獲得した。
2013年に公開されたウルヴァリン三部作の2作目『ウルヴァリン:SAMURAI』で監督に就任し、日本でのロケを敢行。真田広之といった日本人俳優も数多く出演した。また、本作の続編にしてウルヴァリン三部作の最終章でもある『LOGAN/ローガン』（2017年）では監督に加えて脚本も務め、スーパーヒーロー映画としては史上初となるアカデミー脚色賞ノミネートを獲得した。
2019年の監督作『フォードvsフェラーリ』も第92回アカデミー賞において作品賞をはじめとする4部門にノミネートされ、2部門を受賞。2024年の『名もなき者/A COMPLETE UNKNOWN』では、自身としては初となるアカデミー監督賞候補ともなった。

## 製作作品

### 映画
| 年   | 題名                                                                       | 役割                   | 備考                                                                                      |
| ---- | -------------------------------------------------------------------------- | ---------------------- | ----------------------------------------------------------------------------------------- |
| 1988 | オリバー ニューヨーク子猫ものがたり Oliver & Company                       | 脚本                   | ジム・コックス、ティモシー・A・ディズニーと共同脚本                                       |
| 1995 | 君に逢いたくて Heavy                                                       | 監督・脚本             |                                                                                           |
| 1997 | コップランド Cop Land                                                      | 監督・脚本             |                                                                                           |
| 1999 | 17歳のカルテ Girl, Interrupted                                             | 監督・脚本             | リサ・ルーマー、アンナ・ハミルトン＝フェラントと共同脚本                                  |
| 2001 | ニューヨークの恋人 Kate & Leopold                                          | 監督・脚本             | スティーブン・ロジャースと共同脚本                                                        |
| 2003 | アイデンティティー Identity                                                | 監督                   |                                                                                           |
| 2005 | ウォーク・ザ・ライン/君につづく道 Walk the Line                            | 監督・脚本             | ギル・デニスと共同脚本                                                                    |
| 2007 | 3時10分、決断のとき 3:10 to Yuma                                           | 監督                   |                                                                                           |
| 2010 | ナイト&デイ Knight and Day                                                 | 監督                   |                                                                                           |
| 2013 | ウルヴァリン:SAMURAI The Wolverine                                         | 監督                   |                                                                                           |
| 2017 | LOGAN/ローガン Logan                                                       | 監督・脚本・製作総指揮 | マイケル・グリーン、スコット・フランクと共同脚本 デヴィッド・ジェームズ・ケリーと共同原案 |
| 2017 | グレイテスト・ショーマン The Greatest Showman                              | 製作総指揮             | 再撮影の監督（クレジットなし）                                                            |
| 2019 | フォードvsフェラーリ Ford v. Ferrari                                       | 監督・脚本・製作       | ジェイソン・ケラー、ジェズ・バターワース、ジョン・ヘンリー・バターワースト共同脚本        |
| 2023 | インディ・ジョーンズと運命のダイヤル Indiana Jones and the Dial of Destiny | 監督・脚本             |                                                                                           |
| 2024 | 名もなき者/A COMPLETE UNKNOWN A Complete Unknown                           | 監督・脚本・製作       |                                                                                           |
| TBA  | Star Wars: Dawn Of The Jedi                                                | 監督・脚本             | ボー・ウィリモン共同脚本                                                                  |
| TBA  | Swamp Thing                                                                | 監督・脚本             |                                                                                           |
| TBA  | The Force                                                                  | 監督                   |                                                                                           |
| TBA  | High Side                                                                  | 監督                   |                                                                                           |

### テレビシリーズ
| 年        | 題名                                         | 役割             | 備考             |
| --------- | -------------------------------------------- | ---------------- | ---------------- |
| 2006-2008 | Men in Trees                                 | 監督・製作総指揮 | パイロット版監督 |
| 2012-2013 | VEGAS/ベガス Vegas                           | 監督・製作総指揮 | パイロット版監督 |
| 2015-2016 | ノンストップ・スリラー「暴走地区-ZOO-」 Zoo  | 監督・製作総指揮 | パイロット版監督 |
| 2019-2022 | CITY ON A HILL/罪におぼれた街 City on a Hill | 製作総指揮       |                  |